# Расіна Зінаїда Іванівна
Расіна Зінаїда Іванівна (16 березня 1927, Бихів — 9 вересня 2004, Львів) — українська скульпторка. 

## Біографія
1954 року закінчила Львівський інститут декоративного та прикладного мистецтва. Серед викладачів з фаху Іван Якунін та Микола Рябінін. Працювала у галузях станкової та монументальної скульптури. Від 1957 року брала участь у республіканських виставках. Членкиня Національної спілки художників.
Була одружена зі скульптором Валентином Усовим.
Померла 9 вересня 2004 року у Львові. Похована на Личаківському цвинтарі у Львові, поле № 15. 

## Монументальні роботи
- Пам'ятник комсомолці Є. Желізко в селі Хитрейки (1958).[4]
- Пам'ятник Володимиру Леніну в селі Пониковиця (1965, архітектор М. Прокопович).[5]
- Пам'ятники землякам, загиблим у Другій світовій війні у селах Сошичне (1963, співавтор Володимир Бойко)[6], Старосілля (1967)[7], Навіз (1968, співавтор Володимир Бойко)[8], Суходоли (1968)[9], Жашковичі (1969, співавтор Володимир Бойко)[6], Немир (1969, співавтор Володимир Бойко)[8], Зарічне Жидачівського району (1974, архітектор Анатолій Консулов)[10], Монастирець Жидачівського району (1974, співавтор Йосип Садовський)[10], Микитичі (1975)[9], Мильськ (1975, арх. Б. Ситников)[8], Замличі (1975)[11], Береськ (1975)[8], Торчиновичі (1976)[12], у місті Чернівці на вулиці Зоряній, 3 (1970, співавтор Володимир Бойко).[13]
- Пам'ятник на братській могилі радянських активістів у Старому Самборі (1972).[14]
- Монумент на честь 18-ї армії в Турці (архітектор Станіслав Соколов).[15]

## Станкові роботи
- «Вівчар» (1955).[1]
- «Розповідь про минуле» (1957).[1]
- «Медсестра» (1960).[1]
- «Будівельниця» (1967).[1]
- «Комсомольці 20-х років» (1967, дерево, 60×70×45).[16]
- «Очікування» (1967, шамот, мідь, 58×41×36).[16]
- «Марічка» (1969, шамот, 60×29×32).[17]
- «На оновленій землі» (1969, шамот, 48×27×25).[17]
- «На просторах Батьківщини» (1976, бронза, 66×43×34).[18]
- «Портрет Героя Соціалістичної Праці Є. Ряскіної» (1977, метал, 50×40×36).[16]
- «Юність» (1977, тонований гіпс, 39×36×24).[18]
- «Будівельниця» (1982, тонований гіпс, 56×34×35).[19]
- «Лукаш і Мавка».[3]